# PAC MFI-17 Mushshak

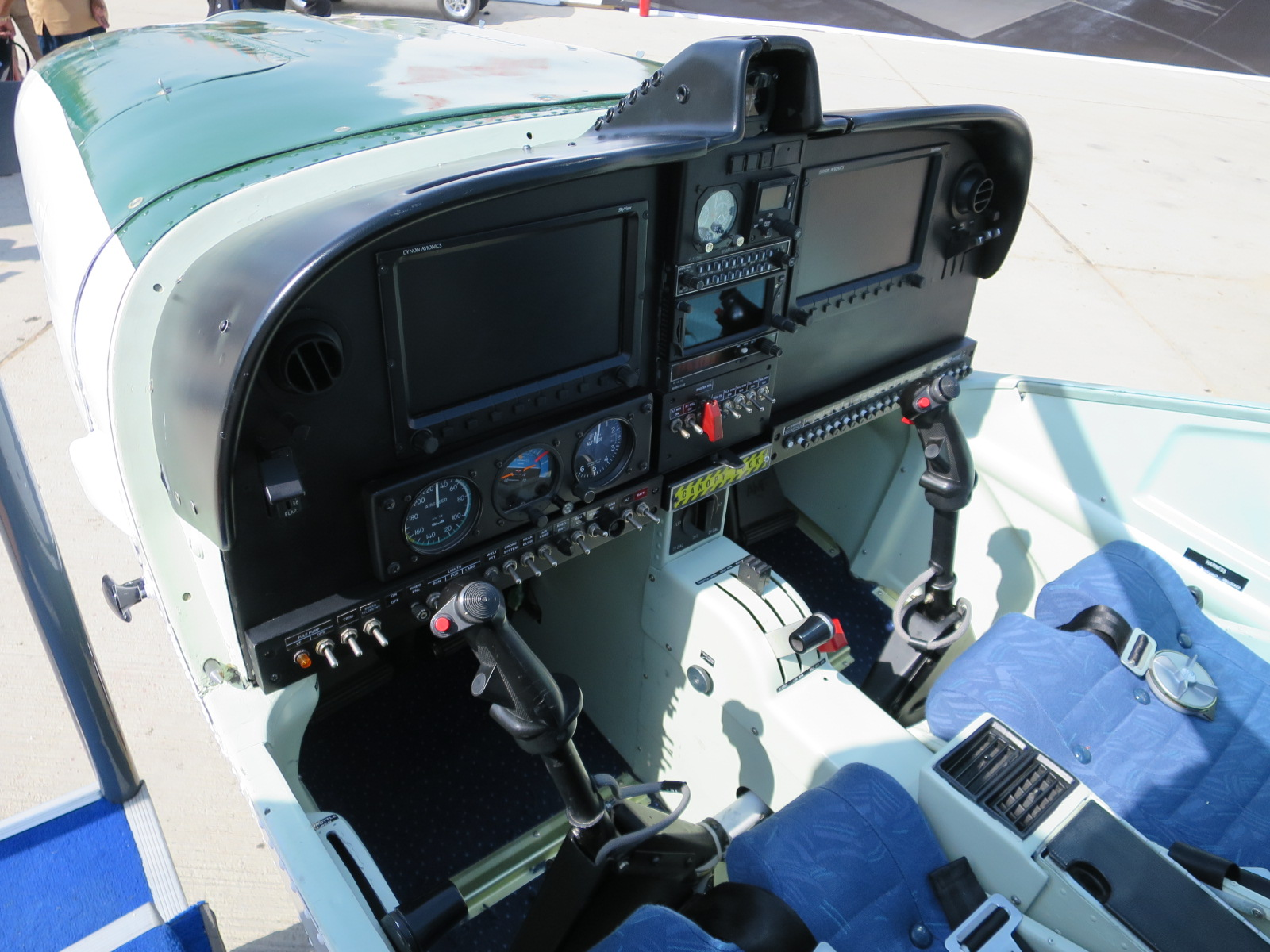
Кабина самолета. Выставка в Дабаи. 2017 год

PAC MFI-17 Mushshak (Super Mushshak) — пакистанский легкий учебно-тренировочный самолет производства компании Pakistan Aeronautical Complex (PAC).

## Общие сведения
"Супер Мушшак" является усовершенствованной версией самолета MFI-17 шведской компании "Сааб", проект которого был приобретен PAC в 1980-е гг. Разработка началась в 1995 году. 
Оснащен двигателем мощностью 260 л.с., Первый полет самолет выполнил в августе 1996 года.
Данный самолет в отличие от базовой версии имеет более мощный двигатель американской компании "Лайкоминг", более совершенную и информативную приборную панель и кондиционер в кабине.
Предназначен для начальной подготовки пилотов ВВС и армейской авиации Пакистана. Экспортируется в Турцию.

## Технические характеристики
- экипаж два-три человека (инструктор, обучаемый и преподаватель)
- длина 7,15 м
- размах крыла 8,8 м
- высота 2,6 м
- максимальная взлетная масса 1 250 кг (пустого - 760 кг)
- максимальная скорость полета 268 км/ч (минимальная - 96 км/ч)
- дальность полета 814 км
- практический потолок 6 700 м
- максимальное время полета 4 ч 15 мин